# Nazisme
 Der er for få eller ingen kildehenvisninger i denne artikel, hvilket er et problem. Du kan hjælpe ved at angive troværdige kilder til de påstande, som fremføres i artiklen.

Nationalsocialisme eller nazisme, som er en forkortelse af det tyske Nationalsozialismus (nogle gange forkortet "NS"), er en totalitær, politisk ideologi som opstod i Tyskland efter den første verdenskrig, nogenlunde samtidig med fascismens fremvækst i Italien. Nationalsocialismen deler som ideologi mange grundlæggende elementer med fascismen, men er dog alligevel væsensforskellig, da nazismen i modsætning til fascismen bygger meget på ideen om racelære, mens fascismen hellere fremhæver kulturel overlegenhed (via det gamle romerrige). Nationalsocialismen er i sidste ende knyttet meget tæt sammen med dens formgiver og fører, Adolf Hitler, selvom andre toneangivende personligheder også prægede ideologien. Historisk set kan man betegne nationalsocialismens fremkomst i 20'ernes Tyskland som en broget samlebevægelse for folkelige, racistiske, nationalistiske, antikapitalistiske og antimarxistiske grupperinger.
Begrebet nazisme er historisk set uløseligt knyttet til partiet NSDAP, det såkaldte nationalsocialistiske tyske arbejderparti, og det diktatoriske "tredje rige" partiet skabte i Tyskland mellem 1933 og 1945, som blev opløst med afslutningen på anden verdenskrig. Nazismen betragtes ofte som en form for fascisme. Selv om nazismen inkorporerer elementer fra både venstre- og højreorienteret politik, dannede nazisterne de fleste af deres alliancer til højre. Nazisterne var én af flere historiske grupper, der brugte udtrykket nationalsocialisme til at beskrive sig selv, og i 1920'erne blev de den største gruppe. Nazi-partiet fremlagde sit program i deres Nationalsocialistiske 25-punktsprogram i 1920. Blandt de centrale elementer i nazismen var antiparlamentarisme, Pan-Germanisme, racisme, kollektivisme, racehygiejne, antisemitisme, antikommunisme, diktatur og modstand mod økonomisk og politisk liberalisme.
I 1930'erne var nationalsocialismen ikke en monolitisk bevægelse, men snarere en (hovedsagelig tysk) kombination af forskellige ideologier og filosofier, centreret omkring nationalisme, antikommunisme, antiliberalisme, traditionalisme, socialdarwinisme (ikke at forveksle med den videnskabelige neo-darwinisme) og betydningen af "race-renhed". Grupper såsom Strasser-brødrene (Otto Strasser og Gregor Strasser) og Die Schwarze Front, var en del af den tidlige nazistiske bevægelse. Deres bevæggrunde blev udløst på grund af vreden over Versaillestraktaten, og hvad de opfattede som en jødisk / kommunistisk sammensværgelse, med henblik på at ydmyge Tyskland i slutningen af Første Verdenskrig. Tysklands efterkrigsproblemer var afgørende for dannelsen af ideologien og dens kritik af efterkrigstidens Weimar Republik. NSDAP kom til magten i Tyskland i 1933.
Som en reaktion på ustabiliteten skabt af den store depression søgte nazisterne "en tredje vej" styret af en økonomi, der hverken var kapitalistisk eller kommunistisk. Det nazistiske styre udløb effektivt den 7. maj 1945, også kendt som VE-dag, den dag nazisterne ubetinget overgav sig til de allierede styrker, som overtog Tysklands administration indtil Tyskland kunne danne sin egen demokratiske regering.
I dag er nationalsocialismen som ideologi forbudt i Tyskland, selv om rester af tilhængere og opblomstringer af både pseudonazistiske, men også egentlig nationalsocialistiske foreninger fortsætter med at operere både i Tyskland og andre lande. Disse nazistiske strømninger kaldes også nynazisme, på tysk Neonazismus.

## Etymologi
Det danske ord nazisme har oprindelse fra det tyske Nazi, der er en kortform af Nationalsozialismus, som betyder nationalsocialisme, som skulle referere til en national tysk socialisme i modsætning til den internationale socialisme eller den internationale arbejderbevægelse, populært kaldet kommunisterne.[kilde mangler]
Udbredelsen af ordet er også påvirket af det engelske nazism. Oprindelsen af det danske ord nazist er forkortelsen Nazis som i Tyskland blev brugt som et slangudtryk for tilhængerne af nationalsocialismen, egentlig en analogi til Sozi, et nedsættende slangudtryk for socialist. Kozi blev brugt om kommunister.

## Historisk baggrund
Nationalsocialismen opstod i Tyskland omkring 1920 i partiet Deutsche Arbeiterpartei (DAP), og blev op til magtovertagelsen i 1933 nærmest identisk med partiets og Tysklands leder Adolf Hitler. Men nazismen trak i stor grad på allerede tilstedeværende folkelige bevægelser og tysk-nationale strømninger i det tyske samfund, hvor racisme, militarisme, socialdarwinisme, nationalisme og imperialisme i tiden omkring århundredeskiftet havde særdeles gode kår.
Den direkte historiske årsag til nazismens fremkomst skal frem for alt findes i det tyske kejserriges nederlag i 1. verdenskrig og den efterfølgende kaotiske tid i Weimarrepublikkens første år.
Nederlaget i 1. verdenskrig blev af mange nationalt sindede tyskere fortolket som forårsaget af svigt fra hjemmefronten. Denne opfattelse blev udbredt allerede umiddelbart efter fredsslutningen den 11. november som Dolkestødslegenden, forstået sådan, at de tyske tropper var blevet dolket i ryggen af en svigtende hjemmefront. Svigtet på hjemmefronten blev udlagt som jødernes og de grådige kapitalisters fokus på profit frem for hvad der var bedst for det tyske folk. Det var altså både en nationalistisk/racistisk og antikapitalistisk legende. Myten om dolkestødet blev yderligere forstærket af det faktum, at ingen tyske tropper var blevet presset tilbage på tysk territorium ved overgivelsen. De tyske tropper blev fremstillet som "im Felde ungeschlagen" (ubesejret i felten). En forklaring på dette er, at folk troede på den tyske propaganda under 1. verdenskrig om at sejren var nær, og nederlaget kom derfor som en uforklarlig overraskelse for mange.
Denne opfattelse kombineret med de hårde krav til Tyskland i Versailles-traktaten gav grobund for en følelse af, at man ydmygede det store Tyskland, og at især socialdemokratiske og liberale politikere gav alt for meget efter i forhold til Ententemagternes krav. Som modtræk mod det man anså for svage og uduelige politikere, der var ved at sælge ud af Tysklands ære, opstod der overalt i Tyskland større og mindre grupper af tidligere soldater, der mente, at Tyskland ikke burde finde sig i de krav, der blev stillet, og at Tyskland i værste fald burde genoptage krigshandlingerne. De fleste af disse grupperinger havde som typiske børn af den tyske autoritære militære tradition hverken lyst eller evne til at formulere egentlige politiske budskaber; de nærede et dybt had til politikerne, som de anså for svage og ude af stand til at handle. Disse grupper agerede ikke indenfor det politiske system, men bekæmpede aktivt og med våben i hånd alle, de anså for farlige i forhold til det tyske folk og den tyske nation. Det gik især ud over de internationalt indstillede som kommunister og liberale, der i øvrigt ofte havde jøder med i partitoppen, hvilket gjorde dem endnu mere forhadte af disse grupper.

### Det første nationalsocialistiske parti og dets program
Umiddelbart efter 1. verdenskrig meldte korporal Adolf Hitler sig ind i Deutsche Arbeiterpartei (DAP) som politispion, men blev grebet af håbet om at kunne ændre på den store ydmygelse, Tyskland var blevet udsat for og i håbet om at kunne redde det tyske folk og genskabe dets ære. Selv om den berygtede nazist og dømte krigsforbryder Hans Frank sagde, at der fandtes lige så mange nazismer, som der fandtes nazister, var der i DAP's første program mange centrale dele af nationalsocialismens ideologi.
De første tre punkter i det 25-punkts-program, som partiet udgav, indeholder krav om tyskernes ret til selvbestemmelser, deres ret til kolonier samt kravet om ophævelse af Versailles-traktaten. De er udtryk for typisk nationalistiske og imperialistiske forestillinger. Men i de næste punkter bliver det racemæssige yderlige betonet; således defineres en tysker som:
"Staatsbürger kann nur sein, wer Volksgenosse ist. Volksgenosse kann nur sein, wer deutschen Blutes ist, ohne Rücksichtnahme auf die Konfession. Kein Jude kann daher Volksgenosse sein."
"Kun en folkefrænde kan være statsborger. En folkefrænde kan man kun være, hvis man er af tysk blod, uden hensyntagen til ens (kristne) konfession. Derfor kan ingen jøde være folkefrænde."
Ideen om et folkeligt fællesskab uden indblanding fra fremmede elementer var altså allerede formuleret på dette tidspunkt. Ideen var indadtil eksklusiv, fordi den fra starten definerede, hvem der ikke kunne være med i folkefællesskabet. Udadtil var ideen aggressiv, fordi den havde en klar ekspansionstrang over for nabofolkeslag.
De øvrige punkter omhandler oprettelse af en slags velfærdsstat, hvor aldersforsorg indføres, og fattige skal beskyttes fra udbytning. I tilknytning hertil indeholdt programmet bestemmelser om nationalisering uden erstatning af alle fondes formuer og af landbrugsjord, forbud mod kapitalindkomst (rente) og ejendomsspekulation, kunstigt lave huslejer til mindre handlende samt tvungen overskudsdeling i større virksomheder.

### "Mein Kampf"
Den vigtigste historiske kilde til nazismen er "Mein Kampf", forfattet af NSDAP's leder Adolf Hitler i 1924, hvor han sad i arrest for det mislykkede Ølstuekup. Heri fremlægges grundlaget for den nazistiske ideologi. Hovedsageligt beskæftigede Hitler sig med de større udenrigspolitiske mål for partiet: det drejer sig hovedsageligt om at (gen)skabe et stortysk rige i midten af Europa, hvilket krævede ikke blot Østrigs indlemmelse i Tyskland, men også de tyske mindretalsområders tilbagevenden. Hitler ville ikke i samme grad som eksempelvis England og Frankrig vinde oversøiske kolonier; han ville skabe et stortysk område i Centraleuropa kun for "germanere". Østeuropa spillede i denne sammenhæng en central rolle, for det var her det tyske Lebensraum skulle findes. Disse geopolitiske ideer om at trænge slaviske folkeslag længere mod øst var noget flere tyskere havde spekuleret i, og som tyske generaler allerede under 1. verdenskrig havde arbejdet indgående med. Det var i begyndelsen Hitlers mål ikke at gøre sig uvenner med Storbritannien, således at Storbritannien ville lade Tyskland i fred til at gøre, hvad det ville på kontinentet.
Den økonomiske politik blev kun berørt få steder i Mein Kampf. Det var typisk for den nazistiske ideologi, der ikke brugte megen tid på at spekulere omkring udformningen af det økonomiske system. Hovedpunktet var racelæren blandet med en rigid nationalisme. I Mein Kampf fremhæves tre nøglepunkter i nazismens racelære:
- verden består af forskellige racer, som ligger i evig kamp med hinanden
- der findes højere og lavere racer
- en højere race vil være i fare for at blive udslettet, hvis den blandes med en laverestående.

Disse ideer var opstået i pseudovidenskabelige miljøer omkring århundredeskiftet, især omkring socialdarwinismen, men det var første gang at en egentlig racehygiejne blev gjort til en del af et politisk program. Hitler så statens vigtigste opgave i at forsøge at opretholde og bevare de racemæssige kvaliteter. Den tyske stat skulle beskytte og bevare den nordisk-germanske race, som Hitler anså som den højeste. Den nazistiske stat under en fører skulle sikre den stærke, og dermed bedste, races sejr over de laverestående racer. Konkret betød det, at staten skulle forhindre svagere gener i at devaluere racen, herunder hørte tvangssterilisation af evnesvage og handicappede, og adskillelse af den germanske race fra de jødiske og slaviske racer.
I Hitlers andet bind bliver denne tanke drevet endnu videre, her tales der åbent om løsningen af det påståede raceproblem ved at udrydde jøderne. Om første verdenskrigs tyske ofre siger han:
Havde man ved krigens udbrud og fortsættende under krigen givet tolv- eller femtentusinde af disse hebræiske folkeforrædere samme dosis giftgas, som hundredetusinder af vores allerbedste tyske arbejdere fra alle samfundsklasser og erhverv har måttet lide under, så ville de millioner af tyske ofre ved fronten ikke have været forgæves. Tværtimod: Tolvtusinde skurke fjernet i rette tid, havde måske kunnet redde en million ordentlige værdifulde tyskere for fremtiden..
Til at løse denne opgave så Hitler sig nærmest udvalgt af en højere magt.
Idet jeg afværger jøden, opfylder jeg guds værk.

## Ideologien nationalsocialisme
Hovedtrækkene i nazismen var en stærk nationalisme forbundet med en ekstrem vægt på racelære, men nazismen lånte også fra en lang række samtidige strømninger, ofte strømninger i modstrid med hinanden. De forskellige strømninger var bl.a. nazismens socialdarwinisme, dens korporatistiske ideer, dens antikapitalistiske indstilling, den stærke nationalisme og nazismens socialistiske ansigt, men også borgerlige, konservative dyder spillede en afgørende rolle. Det der gjorde nazismen særlig i forhold til andre ideologier var dens racelære, der indbefattede betoning af etnisk fællesskab indenfor den germanske race og denne races overlegenhed, eksklusion af visse minoriteter (se særlig antisemitisme og holocaust) og mistillid til de demokratiske styreformer og liberale værdier, der ansås for at true racernes egenart. Også vigtige var stræben efter en tilbagevenden til en romantiseret oprindelig urtilstand, der ofte var knyttet sammen med forestillingen om menneskets tilknytning til jorden eller hjemstavnen (Heimat og Blut und Boden), yderligere elementer var en skarp kritik af det man så som kapitalismens menneskefjendske udbytning, som man ville imødegå med opbygningen og videreudviklingen af en altomfavnende beskyttende enhedsstat, som skulle tage sig af statens egne borgere uafhængig af social klasse. Man var modstander af alt der kunne betegnes som "ufolkeligt", det man anså for at være politisk og kulturel «dekadence».

### Racelære
Racelæren, som var den centrale del i nationalsocialismen og som adskilte den fra fascismen, kan udlægges som en historieopfattelse, der siger "al historie er racekamp". Man opfattede ud fra en ekstrem socialdarwinistisk tolkning historiens gang som en evig kamp mellem de forskellige racer om herredømmet i verden. Og ved at overføre darwinismens lære til de menneskelige samfund og ikke uden inspiration fra filosofferne Friedrich Nietzsche og Herbert Spencer blev skelnen mellem godt og ondt ophævet til skelnen mellem det stærke og det svage. Det gode var ikke det gode i typisk kristen forstand, det gode var det stærke, der var i stand til at fortrænge det svage. Det stærke havde mere ret til liv end det svage, alene fordi det var i stand til at kue det svage. "Racer" eller folkeslag havde i nazismens øjne ingen eksistensberettigelse, hvis de ikke var i stand til at forsvare sig selv mod andre racer. De værste racer var i Hitlers optik de racer, der ikke havde kunnet skabe et hjemland, men måtte leve som "parasitter" blandt andre folk. Deraf blev jøderne udråbt som den svageste og mest usle race, og dermed som en race, det var acceptabelt at fjerne.
Tyskerne, eller den ariske race, var herreracen og havde dermed alene gennem dens påståede status som den stærkeste race "ret" til at herske og kue andre. Denne racelære gik ikke bare mod jøderne, men også mod den slaviske race, som man anså for særligt svag. De andre vesteuropæiske folkeslag blev ikke i samme grad udsat for racepropaganda, og nogle folkeslag, de nordiske, blev oven i købet udråbt til at være prototypen på den ægte ariske race. Den slaviske race blev udråbt til "slaveracen", som skulle underordnes den germanske "herrerace". Denne opfattelse blev hovedårsagen til det tyske ønske om "Lebensraum" i de østlige områder under 2. verdenskrig.
En af de vigtigste årsager til nazismens ekstreme antisemitisme skal findes i Hitlers ønske om at holde den germanske race ren for fremmed påvirkning. Ud fra sine socialdarwinistiske opfattelser var han bange for, at den oprindelige germanske race ville miste sine kvaliteter, hvis den blev blandet op med andre racer. Hele nazismens racelære havde som et centralt element, at man mente at visse dyder, evner og egenskaber var racemæssigt betinget. Pseudovidenskabelige teorier som fx socialdarwinismen vedrørende racernes betydning for menneskets evner havde floreret i Tyskland i flere år før nazismen, og lå som grund for nazisternes racelære. En germaner var ifølge nazisterne et oprigtigt, ærligt og modigt menneske, fordi det var egenskaber, der lå til hans race. En jøde var et listigt, forræderisk og grådigt menneske, fordi det lå til den jødiske race.

### Nationalisme
Nationalismen havde haft særdeles gode kår i Tyskland, hvor man under det tyske kejserrige havde anvendt nationalismen til at legitimere det autoritære styre. I nazismen antog nationalismen endnu mere karakter af en racemæssig definition af nationalisme. Nationer bestod af forskellige racer, der i evig kamp kæmpede mod hinanden. Nationalismen var det element der skulle danne grundlaget for det folkefællesskab under en fører, som Adolf Hitler forestillede sig. Nationalismen skulle være det grundlæggende fundament staten skulle bygges på, alle tyskere skulle bekende sig til tyskheden frem for noget andet ideal. Ideen var, at hvis alle tyskere så sig som tyskere frem for alt, og lagde andre politiske eller religiøse idealer fra sig, så ville nationen blive en stor enig masse, hvor der ikke ville herske uenighed, og hvor man kunne blive fri for det man så som det forhadte liberale demokratis ævl og kævl.

### Organismetanken
Sammen med denne nationalisme inkorporeredes også dele af Edmund Burkes gamle konservative samfundsfilosofi, der ser samfundet som en stor organisme. Hver enkelt person udgjorde en del af denne organisme. Folk havde hver deres funktion i organismen, nogle var hjernen, nogle var armen, deraf udskilte man også folk i "åndens" og "håndens" arbejdere. Organismetanken anser alle funktioner for vigtige, men der skulle være en skarp opdeling mellem dem der traf beslutningerne og dem der udførte dem. "Åndens" arbejdere skulle træffe beslutningerne, mens "håndens" arbejdere uden at stille spørgsmålstegn ved dem skulle udføre dem.

### Førerkult og førerstat
Som en følge af organismetanken, var det naturligt at udlede, at et samfund kun kunne styres af en lille gruppe mennesker, måske i virkeligheden kun en stærk og gennemslagskraftig leder.
I alle europæiske stater havde der siden begyndelsen af det 20. århundrede været stærke tendenser henimod autoritære, antidemokratiske politiske koncepter, som blev yderligere ansporet af, at det liberale demokrati ikke så ud til at kunne løse de problemer der opstod efter 1. verdenskrigs afslutning. I Danmark var det liberale demokrati eksempelvis ved Påskekrisen i 1920 tæt på at blive afskaffet. Mange så det liberale demokrati som svagt og ude af stand til at træffe beslutninger, man syntes at det hele endte i evindelige debatter uden nogen form for handling. Som alternativ opstod overalt i Europa ideen om en stat ledet af en diktator, eller fører. Førerkulten kunne sammenlignes med den gudsfrygtige tilbedelse af den enevældige hersker. Selv om den tyske kejser gennem sine fejltagelser under 1. verdenskrig havde skuffet nationalisternes drøm om den ufejlbarlige hersker, var ønsket om og længslen efter en stærk og heroisk leder ikke blevet mindre. Med Benito Mussolinis fremkomst i Italien så dette koncept ud til at kunne blive virkeliggjort.
Kulten omkring en fører, eller måske snarere, kulten omkring Hitler, begyndte allerede ti år før Hitlers magtovertagelse. Hitler udledte af det mislykkede ølstuekup i 1923, at NSDAP skulle være et stramt styret førerparti. Partibasen støttede ham i dette. NSDAP var altså allerede meget tidligt bygget op omkring en kult omkring Hitler, partiets skæbne, dets ideologi og dets konkrete politik var altså fra starten uløseligt bundet sammen til Hitlers person. Dette betød samtidig, at da den tyske stat blev til en stat der i alle sammenhænge var underlagt partiet NSDAP, der igen var underlagt føreren Hitlers vilje, så var den tyske stat faktisk en fuldstændig uadskillelig del af Hitlers person. Det er derfor man kan tale om en førerstat, staten var simpelthen førerens stat i alle henseender, og alle dele af samfundet var gennemsyret af tilbedelsen og kulten omkring Hitlers person.
Dette var en afgørende forskel i forhold til f.eks. den sovjetiske stat under Stalins diktatorskab, for Sovjetunionens kommunisme kunne godt overleve uden Stalin. Nazi-Tyskland og den nazistiske ideologi ville ifølge mange historikere ikke kunne overleve uden Hitler, fordi dens system var bygget op omkring førerens ord, og statens bureaukrati var bygget op omkring dette princip. Med den britiske historiker og Hitler-ekspert Ian Kershaws ord stod og faldt Nazi-Tyskland med Hitlers person.

### Andre kendetegn ved nazismen
- Propagandaens centrale rolle gennem ekstensiv brug af massemedier og følelsesmæssige effekter som et middel til at opnå total kontrol over menneskers holdninger og sympatier, og som et middel til at sikre herskabet over befolkningen.
- Totalitarismens totale ødelæggelse af demokratiet, hvilket umuliggjorde enhver form for kritik af regimet, partiet eller ideologien. Under totalitarismen i Nazi-Tyskland herskede kun et parti, delingen af magten blev ophævet, alle politiske kontrolinstanser inklusive domstole samt alle medier blev underlagt partiets kontrol. Hemmeligt politi underlagt partiet og føreren opererede uden for lovens rammer.
- Militarisme og imperialisme: Hele samfundet blev gennemsyret af en forberedelse på en krigssituation. Børn blev gennem Hitler Jugend trænet i krig, og det civile samfund blev indrettet efter militært mønster, hvor ordrer oppefra skulle følges. Imperialismen gav sig udslag i ønsket om at dominere, kolonisere og i sidste ende inkorporere nærliggende stater.
- Blut-und-Boden-ideologien, som forherligede og romantiserede det enkelte menneskes forhold til landet og jorden. Dette var et modsvar til det man så som den fremmedgørende industrialisering og borgerskabets grådige og griske kapitalistiske idealer. Man forestillede sig nostalgisk en urtilstand, beboet af bønder.
- Idealisering af mandlige værdier som tapperhed, hårdhed, mens kvindelige værdier blev anset for tegn på svaghed. Denne idealisering var født af et samfund, der forberedte sig på krig.
- Konspirationsteorier om, at den internationale jødedom var ude på at dominere verden gennem at svække de andre folkeslag og deres nationer.

## Nazismens forhold til andre ideologier
Nationalsocialismen var som allerede nævnt en blanding af flere forskellige politiske strømninger, og samtidig definerede den sig også ofte som en modsætning til visse politiske strømninger. Det er vigtig at understrege, at nazismen på trods af visse ligheder med andre ideologier er sin helt egen, og i høj grad mere et produkt af den tid den blev skabt i, end et produkt af forskellige ideologier. Denne oversigt skal udelukkende tjene til en bedre forståelse af nazismen som fænomen, og skal på ingen måde kunne anvendes som grundlag for at kalde tilhængere af disse ideologier i dag for nazister.

### Nazisme og statssocialisme
Forholdet mellem nazisme og den statslige socialisme var, inden magtovertagelsen i 1933, kompliceret, men efter 1933 mindre kompliceret. Det bærende element i nazismen er dog det, der adskiller de to ideologier. Socialismen er inkluderende, dvs. at i teorien kan alle være med til at opbygge det socialistiske samfund, på tværs af etniske- og religiøse skel. Socialismen arbejdede med en ide om, at alle proletarer på trods af landegrænser skulle holde sammen. Det var klassen og ikke racen, der skulle holde mennesker sammen, og nationen var en kunstig konstruktion, der blot tjente magthaverne og kapitalisternes interesser. Socialismens mål er lighed for mennesket, hvorimod nazismen arbejder for et samfund med et stærkt hierarki. Nazismen er ekskluderende, i nazismen er det på forhånd afgjort, eller determineret, at det udelukkende kan være den rigtige race, de mennesker med det "rene" blod, der kan være en del af det nazistiske samfund. Det var denne modsætning der gjorde Hitler til arg modstander af socialismens internationale karakter. Det skal heller ikke glemmes, at mange af de ledende socialister var, eller havde været, jøder.
Netop nazismens ekstreme nationalisme gjorde de to ideologier til de argeste hovedfjender i Weimarrepublikken. Kommunismen var modstander af nationalstaten og grænser mellem folk, mens nazismens verdensforståelse simpelt hen byggede på et system af forskellige homogene ("racerene") nationer. Det var ikke tilfældigt, at kommunister og socialister blev de allerførste oppositionsgrupper, der i 1933 blev interneret i KZ-lejre.
På trods af dette, var der især i nazismens første år nogle følere ude mellem de to ideologier. Venstrefløjen i NSDAP under ledelse af især Gregor Strasser forsøgte at låne flere socialistiske ideer og overføre dem til partiet. Med de lange knives nat i 1934 fik den mere højreorienterede Hitler dog endegyldigt effektivt sat denne fløj ud af spillet.
Mange har sidenhen villet kæde de to ideologier sammen. Iblandt er dette blevet gjort lettere polemisk af liberalistiske tænkere, der har villet diskreditere både en nationalistisk-konservativ højrefløj og en velfærdsfortalende venstrefløj. Ofte har man lagt meget vægt på de ligheder, der var mellem de to ideologier, men dette er en falsk syllogisme. Især i forbindelse med den kolde krig, hvor fjendebilledet om den totalitære nazisme var blevet udskiftet med fjendebilledet om den totalitære bolsjevisme var dette tilfældet. Den tysk-jødiske filosof og historiker Hannah Arendt gjorde meget ud af de to ideologiers lighed på totalitarisme-området, og fremstillede begge ideologier som ens, da de begge var modstandere til det åbne liberale demokrati med menneske- og frihedsrettigheder til alle. Det samme gjorde filosoffen Friedrich Hayek. Endvidere fremhæves det, at nazismen ligesom socialismen er meget skeptisk over for kapitalismen og de frie markedskræfter.
Kritikere af denne fremstilling fremhæver dog, at denne fremstilling kun stemmer overens med den tidlige udvikling af nazismen og ikke tager forbehold for, at centrale elementer som den private ejendomsret og kapitalistiske produktionsvilkår blev fastholdt under det tyske rige.
Markedskræfterne var ikke synderligt begrænsede i styret, der netop mødte anerkendelse hos store virksomheder, der var med til at finansiere den tyske oprustning. Økonomien i Det Tredje Rige efter Hitlers magtovertagelse, og op til 2. verdenskrigs udbrud, er karakteriseret ved en fortsættelse af de keynesianistiske økonomiske politiker indført af den forrige regering under Kurt von Schleicher. Nazisterne forbød fagforeningerne, fagforeningsbygninger blev besat, fagforeningsfolk blev arresteret og myrdet, og strejkeretten blev afskaffet. Nazisterne oprettede i stedet den korporative statslige organisation "Deutsche Arbeitsfront (DAF)", der skulle organiserede såvel arbejdere, funktionærer, arbejdsgivere og mindre selvstændige.
Endvidere blev privatejendomsretten til produktionsmidlerne ikke afskaffet under nazismen i praksis, hvilket ellers er en kerneværdi for socialismen.
Desuden har Nazistatens indblanding i økonomien aldrig haft til hensigt at skabe frihed og lighed. Man vil således aldrig kunne kalde Nazityskland for decideret socialistisk, uanset hvor megen planøkonomi den så havde sat i værk. Nazismen ønskede heller ikke i sidste ende et statsløst, klasseløst og pengeløst samfund ligesom kommunismen, men derimod en stærk stat, et stærkt hierarki og et samfund med penge. Dette gjorde også nazismen og kommunismen til direkte modsætninger teoretisk set. Kommunismen blev dog også i praksis Hitlers største politiske ærkefjende, hvilket tydeligt ses i forhold til at kommunisterne var de første der kom i koncentrationslejre, og som mere tydeligt ses med den tyske besættelsesmagts krav om at Danmark skulle indføre en kommunistlov, hvilket også blev praktiseret i 1941. Her blev kommunistisk organisering forbudt, så politiet kunne arrestere kommunister på baggrund af dette. I 'Mein Kampf' kapitel 4 skriver Hitler endvidere også at Tysklands fremtid er betinget af marxismens udslettelse. Det er også vigtigt at nævne at socialister historisk set har været imod krig, hvorimod nazismen er en krigsideologi. Hitler skriver også i 'Mein Kampf' kapitel 8 om det tyske arbejderparti (nazistpartiet), at det var nødt til at have et sådan navn for at få masserne med sig.
Kun den statslige socialisme kan siges at have visse ligheder med nazismen, hvorimod libertærsocialismen er nazismens diametrale modsætning, hvor muligheden for koordinatorers direkte tilbagetrækning (fraværet af autoritet) i libertærsocialismen er det modsatte af førerprincippet (den ultimative autoritet) i nazismen.
Se også afsnittet Forholdet til kapitalismen.

### Nazisme og liberalisme
En af det nazistiske partis chefideologer Alfred Rosenberg skrev i sin bog "Der Mythos des 20. Jahrhunderts" fra 1930:
Liberalismen prædikede frihed, næringsfrihed, frihandel, parlamentarisme, kvindeemancipation, menneskers lighed, kønnenes ligestilling osv. – den syndede mod naturlove. Den tyske tanke kræver i dag, nu hvor den gamle feminiserede verden er ved at styrte sammen: autoritet, tonesættende kraft, restriktivitet, disciplin, autarki (selvforsørgerhed), beskyttelse af racens egenart samt erkendelsen af kønnenes evige forskellighed"
Det frie åbne samfund, hvor alle mennesker udfolder sig som de vil, anses altså for at være imod naturens orden. De fleste ting er forudbestemt, heriblandt racernes og kønnenes forskellighed. Det liberale demokratiske samfund åbner ifølge nazisterne op for syndernes forfald og urenhed, det er en trussel mod racens renhed og de nazistiske kardinaldyder, disciplin, autoritet, selvbeherskelse. Yderligere vender nazismen sig i nogen grad mod den kapitalistiske tanke, som liberalismen taler for, selvom nazismen dog ikke direkte ønsker at afskaffe de frie markedskræfter helt. Kritikken af kapitalismen er dog ikke så udtalt som hos socialismen.
I 'Mein Kampf' kapitel 2 skriver Hitler at ens egen hårde kamp for tilværelsen gør at man mister medfølelse med dem der ikke kan følge med, hvilket er en socialdarwinistisk anskuelse som mange liberalister også ville kunne være enig i.
Der kan tales for at liberalismen og nazismen deler den antikommunistiske tankegang, visse borgerlige værdier samt den socialdarwinistiske samfundsorden, hvor det er den stærkeste der overlever. Endvidere er tanken om laverestående racer også en del af visse liberalistiske teoretikere. Eksempelvis har den liberalistiske filosof, Herbert Spencer, skrevet i sit berømte værk 'Social Statics' (1850) at imperialismen har tjent civilisationen ved at udrense lavere racer på jorden.

### Nazisme og konservatisme
Nazismen deler en række elementer med konservatismen, som den blev forstået på den tid. De centrale elementer er udover en fælles betoning af nationalisme og korporativisme også en skepsis overfor folkestyret. Konservatismen i Tyskland på det tidspunkt mente, at folkestyret var ude af stand til at holde styr på nationalstaten, og mente lige som nazisterne, at det åbne liberale samfund ville føre til sædernes forfald. Yderligere havde nazismen ligesom mange konservative en dyb foragt for det moderne og dens kunst og kultur. Nazismen satte også den traditionelle kernefamilie højt ligesom konservatismen.
Det var derfor ikke tilfældigt, at det især var konservative, der fandt sympati for Hitlers skarpe antikommunistiske, korporative, nationalistiske og imperialistiske tanker. Disse gik godt i spænd med den konservative skepsis overfor både socialismen og liberalismen. I Danmark var Konservativ Ungdom en overgang så fascineret af Hitler, at man gik i skrårem og heilede, mens den konservative politiker Ole Bjørn Kraft talte rosende om ham, dette vendte dog i løbet af 30´erne. Konservatismen var som mere elitær ideologi nemlig ikke i samme grad som nazismen en populistisk masseideologi, som nazismen blev det. Og nazismens hysteriske fanatisme talte også imod det mere pragmatiske konservative menneskesyn.
Mange konservative i Tyskland bakkede stiltiende op om Hitler, men ikke uden en vis foragt for hans folkelige og massepopulistiske metoder. I slutningen af krigen gik konservative militærfolk over til at bekæmpe Hitler mere eller mindre åbent, kulminerende med attentatforsøget mod Hitler den 20. juli 1944. I 'Mein Kampf' kapitel 3 skriver Hitler at en mand ikke bør beskæftige sig med politik før han er fyldt 30, hvilket er en meget konservativ holdning. Der kan tales for at fascisme og nazisme er radikaliseret konservatisme, dog med undtagelse af massepopulismen i nazismen.

### Nazisme og fascisme
Det er meget almindeligt at betragte fascismen som en søsterideologi til nazismen, eftersom begge ideologier minder meget om hinanden på en lang række områder og ideologierne opstod nogenlunde på samme tid i historien, men også fordi Hitler og Mussolini havde et tæt samarbejde både før og under 2. verdenskrig under navnet Berlin-Rom-Aksen. Endvidere hjalp Hitler også fascisten Franco med at vinde den spanske borgerkrig.
Nazismen betragtes ofte i historiebøgerne som en tysk variant af fascismen, fordi nazismen grundlæggende har den samme samfundsstruktur som den klassiske fascisme. En del af elementerne som nazismen og fascismen deler er blandt andet autoritet, diktatur, totalstat, førerprincippet, forbud mod fagforeninger og klassekamp, nationalisme, korporativisme, "massekonservatisme", antikommunisme, imperialisme, , hierarki, ideologisk politi, stram retspolitik.
Nogle forskelle mellem fascisme og nazisme ses eksempelvis på det økonomiske område. Nazismen tillader en vis statslig indblanding i produktionen i enten større eller mindre grad, hvorimod fascismen er mindre skeptisk overfor markedskræfterne. Nazismen går også mere op i sundhed og dyrkelsen af det sunde menneske, hvilket tydeligt ses i NSDAP's 25-punkts program (punkt 21) fra 1920, hvor der står at gymnastik skal være obligatorisk for ungdommen for legemlig dygtiggørelse. Nazismen er også mere populistisk end fascismen, da nazismen leflede meget mere for den brede befolkning helt til arbejderklassen. Den største forskel på nazisme og fascisme er dog graden og formen af nationalisme. Fascismen er baseret på kulturnationalisme, hvor det er nationens kultur og ikke racen der er i centrum, hvorimod nazismen er langt mere dybdegående og radikal i sin form for det nationale fællesskab der er baseret på racenationalisme, hvor det omvendt her er racen og ikke kulturen der er i centrum.
Et langt stykke hen ad vejen er nazismen og fascismen dog så ens at der ofte bliver sat lighedstegn mellem disse to ideologier, trods forskellene.

## Forholdet til kapitalismen
Nazismens forhold til kapitalismen er meget komplekst, da nazismen på den ene side fremstillede kapitalisten som den typiske jøde, der blot var ude på at tjene ussel mammon på andre menneskers ulykke, på den anden side var man meget velvillig overfor industriens interesser. Det komplekse forhold mellem nazisme og kapitalisme understreges af, at det på mange områder først er relativt sent, at en egentlig nazistisk økonomisk politik bliver defineret, og at der viser sig forskelle mellem de nazistiske teorier om kapitalismen før magtovertagelsen, og den nazistiske praktiske politik efter.
Også her er nazismen senerehen blevet en del af den ideologisk kamp under den kolde krig. Marxistiske historikere hævdede med udgangspunkt i Marx´ lære om kapitalismens uvægerlige sammenbrud, at nazismen var en direkte udløber af kapitalismen og borgerlighed. Disse historikere mente, at støtten til nazisterne fra banker og tysk industri var beviset for denne sammensmeltning mellem kapitalistiske og nazistiske interesser.
"Et farligt økonomisk forfaldstegn var det, at den personlige ejendomsret langsomt forsvandt, og at den samlede økonomi lidt efter lidt gik over til at ejes af aktieselskaber" som Hitler skrev og gav marxismen og socialdemokratiet skylden for, i 'Mein Kampf' kapitel 10.

### Teori før og Praksis efter 1933
Den krævede "ophævelse af renternes magt" stod før 1933 som en klar antikapitalistisk del af NSDAP. Den onde kapital manifesterede sig ifølge denne opfattelse i storbanker, børs-og aktieselskaber og i ejendomsspekulation. Disse kapitalistiske indretninger blev for nazisterne et symbol på jødernes æreløse pengeiver, og dermed var antikapitalismen i høj grad kædet sammen med antisemitismen. Man ville derfor så vidt muligt løse tyskerne fra renternes knægtskab/magt.
Alternativet til kapitalismen, den "nationale socialisme", blev defineret som "folkefællesskabet". Dette fællesskab forstod man som en enhed af folk og stat underlagt den ensrettende nazistiske ideologi og styret af en enerådig fører. Det var dog ikke klart formuleret, hvordan dette "folkefællesskab" og den ønskede arbejdspligt for alle statsborgere skulle tjene de racemæssigt definerede nationale interesser. Skulle produktionsmidlerne ligesom i socialismen blive ændret til fælleseje? Dette punkt manglede i partiets program, og dette var en markant forskel i forhold til de andre partier, som kaldte sig socialistiske.
Hvordan man skulle fjerne "renternes magt" over menneskene blev ikke yderligere forklaret. Hitler tog ikke stilling til spørgsmålet i 'Mein Kampf', hvor han mest helligede sig race-spørgsmål. Han beskrev ikke kapitalismen videnskabeligt analyserende, som man eksempelvis kan se det i kommunismens Das Kapital, hans beskrivelse var snarere klichefyldt og pøbelagtig, og kritikken tjente hovedsageligt til at nedgøre jøderne.
Visse fremtrædende nazister som Otto og Gregor Strasser samt Joseph Goebbels formulerede dog visse krav, der var tydeligt socialistiske, således ytrede de ønske om at nationalisere bankerne og produktionsmidlerne. Men Hitler bekendte sig til den private ejendomsret, som han allerede i 1919 havde gjort det., og som han offentligt gav udtryk for i bl.a. 1926 Først i 1931 på toppen af den verdensøkonomiske krise forårsaget af Wall Street-krakket i 1929 krævede NSDAP statslige beskæftigelsesprojekter, programpunkter de lånte fra SPD og som i øvrigt ikke var ulig den amerikanske præsident Roosevelts New Deal-politik. Forslaget skulle hovedsageligt trække flere arbejdervælgere over til NSDAP, men det blev rent faktisk gennemført efter magtovertagelsen, bl.a. under ledelse af Fritz Todt og den dygtige økonom Hjalmar Schacht.
Før dette skete havde nazisterne efter deres magtovertagelse i 1933 dog effektivt elimineret den organiserede arbejderbevægelse i form af samtlige venstrepartier og fagforeninger, og havde som erstatning tilladt kun en fagforening, der var fuldstændig kontrolleret af partiet. Det nazistiske "folkefællesskab" kunne ikke tolerere divergerende holdninger i nationen, men betragtede alle kritiske røster som indre fjender af den nationale enhed man ville gennemtrumfe, på samme måde, som kommunismen også var den ydre fjende, der ville ophæve de nationale grænser. I løbet af omstillingen til en egentlig tysk krigsøkonomi, der skulle tilgodese nazisternes krigsønsker, antog den tyske økonomi flere og flere planøkonomiske træk. Hermed intervenerede staten oftere og oftere i banker og private virksomheder, selv om de stadig kunne agere nogenlunde frit.

### Efter 1933 – Forskningsuenighed
Forholdet mellem nazismen og kapitalismen er siden 1933 blevet vurderet meget forskelligt, og linjerne er stadig i dag trukket skarpt op. Den tyske sociolog Max Horkheimer var foretræder for den klassiske marxistiske position, hvorunder fascismen/nazismen var uløseligt forbundet med kapitalismen: Den der ikke vil tale om kapitalismen, bør tie om fascismen.
Overfor denne position stillede Ludwig von Mises en modtese: The philosophy of the Nazis, the German National Socialist Labour Party, is the purest and most consistent manifestation of the anticapitalistic and socialistic spirit of our age. ("Nazisterne og det nazistiske partis filosofi, er den reneste og mest konsistente manifestation af den antikapitalistiske og socialistiske ånd i vor tid.")
Efter afslutningen af den kolde krig blev de ældre fascismeteorier mere nuancerede. Tidligere tiders ideologisk konflikt prægede debatten mindre, så debatten blev mere sober og mindre skinger. Nyere tids forskning undersøger forholdet mellem nazismen og kapitalismen på tre niveauer:
- som et konkret spørgsmål om NSDAP's forhold til de industriinteresser og de finanskilder, der vitterligt var en afgørende årsag til at bringe Hitler til magten.
- som et spørgsmål om betydningen af antikapitalistiske elementer i den nationalsocialistiske ideologi
- som et spørgsmål om den økonomiske politik nazisterne i praksis gennemførte i tidsrummet 1933-1945.

Marxister ser den økonomiske støtte til nazisterne fra industrimagnater som Fritz Thyssen og Emil Kirdorf, og den politiske støtte Hitler fik fra industrien, som et belæg for det ansvar og den samhørighed den kapitaliske industri havde med Hitler. DDR-historikeren Eberhard Czichon mente eksempelvis, at det var et "flertal indenfor den tyske industri, bankverden og landbrug der ønskede Hitler og var med til at organisere hans fremgang".
Eberhards vesttyske kollega Reinhard Neebe betonede imidlertid, at de fleste tyske industrifolk og deres organisation, Reichsverband der Deutschen Industrie, ikke støttede Hitler, men derimod hans forgængere Heinrich Brüning, Franz von Papen og Kurt von Schleicher. Dette synspunkt udbyggede den amerikanske historiker Henry Ashby Turner med undersøgelser, der viste, at NSDAP fik hovedparten af den økonomiske støtte fra medlemsbidrag og enkeltbidrag, og altså ikke fra industrien. Og at industrien støttede andre partier med flere penge end NSDAP fik. Men selvom de store virksomhedsejere kun støttede nazisterne i begrænset omfang inden valgkampen i 1933, ændrede dette sig. Da valget kom, lovede Hitler på et møde i Berlin 20. februar 1933 at respektere den private ejendomsret, hvorefter de store virksomhedsejere strømmede med penge til nazistpartiets valgkampagne, og efter nazistpartiet kom til magten, var storindustrien en af nazistpartiets vigtigste samarbejdspartnere.
Spørgsmålet om antikapitalismens rolle i den nazistiske ideologi bliver på grund af de modstridende udsagn fra forskellige ledende nazister ofte bedømt og udlagt meget forskelligt:
- Man anser Hitlers ytringer til økonomiske spørgsmål som rent politisk opportunisme, dvs. han har ikke haft nogen egentlig økonomisk politik, men blot talt folkestemningen efter munden, for at vinde folkets opbakning.[21]
- Man henviser til den skridtvise udelukkelse af den socialistiske venstre partifløj mellem 1930 og kulminerende i 1934, og henregner antikapitalisme som mestendels en konsekvens af nazisternes antisemitisme, snarere end en egentlig kritik af kapitalismen.

## Nazismen i praksis 1933-1945
Adolf Hitler tilhørte nationalsocialismens højrefløj, og han udryddede ad flere omgange sine fjender, blandt andet under de lange knives nat 30. juni 1934 lederne af partiets venstrefløj som SAs leder Ernst Röhm og Strasserbrødrene, der stod bag den såkaldte sorte front.
Efter 1. verdenskrig var Tyskland overordentligt svækket både på grund af krigsskade, krigsskade-erstatning og fredstraktaten, Versaillestraktaten. Alt dette og en industri der lå i ruiner gjorde, at Tyskland var på sultegrænsen. Det fik tyskerne til at efterlyse drastiske ændringer; et typisk træk ved lavkonjunkturer, krisesituationer og lignende. Samtidig førte Hitler en snedig udenrigspolitik og indlemmede stille og roligt landområder som Tyskland tidligere havde mistet, for så straks at udsende en udtalelse til alle andre nationer om, at Tysklands ikke ville stille yderligere krav. På denne måde fik Tyskland hurtigere oprejsning efter krigen end nogen havde forventet, men Versaillestraktaten, som begrænsede Tyskland på mange vigtige punkter, var stadig en torn i øjet på Hitler som den almindelige tysker, der havde oplevet vanærelsen og ydmygelsen efter Tysklands kapitulation i 1918. Når Hitler kunne blive så populær, skyldtes det, at han effektivt modarbejdede arbejdsløsheden, indførte folkepension og gav folk håb om, at alle kunne købe en folkevogn til at køre på de nye motorveje. Han gennemførte succesfulde besættelser eller magtovertagelser af Østrig, Böhmen, Holland, Belgien, Luxembourg, Danmark og Norge og effektive lynkrige mod Polen og Frankrig samt startede en overraskelseskrig mod Sovjetunionen. Først sidst i 1941 begyndte krigslykken at vende.
Nazityskland havde ikke en så god økonomi som mange tror. Oprustningen til krigen, med krigsproduktion, må tilskrives en væsentlig rolle for den økonomiske fremgang og den faldende arbejdsløshed, dvs. Nazitysklands økonomi var afhængig af at skulle i krig. Herudover skete finansieringen af oprustningen gennem optagelse af kreditter, således at statsgælden var blevet firdoblet i perioden 1933-39.
Nazismen betragtes ligesom kommunismen som indbegrebet af ondskab, særligt på grund af holocausts udryddelseslejre. Men også uden holocaust ville mange formentlig finde nazismen forkastelig, da den opdeler mennesker i klasser efter evner og forstand, værdighed og rettigheder. Udryddelseslejrene har det desuden med at skygge for dødspatruljer, som dræbte mange civile og krigsfanger; stik imod al militær logik udryddede mange soldater den befolkning, som forsynede samfundet.
Det skyldtes, at Hitler ønskede områderne i Østeuropa skulle befolkes med en renavlet arisk menneskerace, som skulle danne grundlag for et tusindårsrige, og derfor var den eksisterende befolkning i vejen og skulle udryddes.
Som gennemsnitstal fra hovedkilder opregnes Nazismen at være ansvarlig for 15.5 millioner myrdede (ikke medregnet krigsofre).

## Nazisme fra efter 2. verdenskrig til i dag
I en del lande findes der såkaldt 'nynazisme'. Eftersom nazisme i dag er forbudt i nogle lande er der her ofte tale om undergrundsbevægelser. I Danmark fandtes før og under 2. verdenskrig et nazistisk parti, DNSAP. I 1970'erne opstod Danmarks Nationalsocialistiske Bevægelse (DNSB), der var en lidt halvakademisk forening. Den nye DNSB af 1990 er mere aktivistisk.
DNSB's principprogram er for bl.a. arvelighedslære, miljø, genbrug, kernefamilien, dødsstraf til vaneforbrydere (folk der ernærer sig ved kriminalitet) og imod kapitalisme, kommunisme, økonomisk spekulation, kulturimperialisme og udbytning af den tredje verden. Bevægelsen drager den almindeligt anerkendte historieskrivning om folkedrabet på Europas jøder under 2. verdenskrig i tvivl.
Af nyere danske nynazistiske grupper kan nævnes: Blood & Honour.
Den nu opløste forening Dansk Front blev ofte sat i direkte forbindelse med nazisme i medierne, da enkelte medlemmer har nazistiske sympatier. Foreningen betegnede sig selv som 'nationalsindede patrioter', og afviste en forbindelse til nazisme.

## Nazismens politiske placering
På den klassiske højre-venstre skala, hvor revolutionære er til venstre, og reaktionære til højre, placeres nazismen jævnfør universiteter og medier til det yderste højre. Men med det nye politiske kompas ser det lidt anderledes ud: Ifølge the political compass ligger Hitler til det totalitære centrum-højre. Dette gør nazismen i sin helhed. Selvom nazismen indeholder keynesiansk økonomi, så gør det ikke nazismen venstreorienteret, eftersom Keynes selv var borgerlig og medlem af et liberalistisk parti. Der var ingen industrielle vestlige nationer på det tidspunkt som ikke førte en slags keynesianisme, men først omkring 1970 gik man væk fra det, både i Danmark, UK, USA og Frankrig. Keynesiansk økonomi bruges således også af borgerlige, og ikke kun centrum-venstre. Nazityskland havde endvidere også en smule velfærd, i form af offentlig sygesikring og folkepension, men konservatismen går også ind for en mindre grad af velfærd. Nazityskland havde dog ikke ligeså meget velfærd som Socialdemokrater går ind for (der placeres hos centrum-venstre), og derfor må nazismen endegyldigt placeres til det totalitære centrum-højre.

## Kendte tyske nazister
| - Oskar Dirlewanger - Joseph Goebbels - Hermann Göring - Rudolf Hess - Reinhard Heydrich - Heinrich Himmler - Adolf Hitler - Adolf Eichmann - Martin Bormann | - Josef Mengele - Ilse Koch - Ernst Röhm - Albert Speer - Josef Terboven - Amon Göth - Joachim von Ribbentrop - Baldur von Schirach - Arthur Seyss-Inquart | - Otto og Gregor Strasser - Julius Streicher - Alfred Rosenberg - Karl Koch - Carl Clauberg - Erich Priebke - Horst Wessel - Gerd von Rundstedt |

## Kendte nazisympatisører
- Harald Bergstedt
- Knut Hamsun
- Thies Christophersen